# OFK Mladenovac
OFK Mladenovac (srpski: ОФК Младеновац) nogometni je klub iz Mladenovca, Grad Beograd, Republika Srbija. 
 
U sezoni 2024./25. natječe se u Beogradskoj zoni, četvrtom rangu srpskog nogometnog sustava. 

## O klubu
Klub je službeno osnovan 1924. kao M.S.K Janko Katić. Nazvan je po Janku Katiću, sudioniku Prvog srpskog ustanka. Klub je neslužbeno postojao nekoliko godina ranije, a temelji kluba postavljeni su 1919. donošenjem prve nogometne lopte u Mladenovac. Klupske boje 1932. bile su plava i bijela, a klupska adresa Hotel Kosmaj.  Godine 1936. stvorena je sportska sekcija mladenovačke tvornice vreća JUTA koja je imala i nogometnu sekciju. Ona i M.S.K Janko Katić bili su rivali. Nakon Drugog svjetskog rata ujedinili su se 19. kolovoza 1945. u novi klub imena Jedinstvo. Tvornica tenkova Petar Drapšin osnovala je 1949. klub OFK Metalac. Time je po drugi put u povijesti nastalo rivalstvo između dvaju mladenovačka kluba. Godine 1962. Jedinstvo i Metalac spojili su se u OFK Mladenovac.
Klub će 1986. godine nakon pobjede u Beogradskoj zonskoj ligi doći do četvrtog ranga jugoslavenskog nogometa.
Početkom novog tisućljeća klub je u sezoni 2000./01. osvojio Srpsku ligu Beograd i plasirao se u Drugu ligu SR Jugoslavije. Natjecali su se u skupini Istok u svom debitantskom nastupu u drugoj ligi, završivši na trećem mjestu. U sljedećoj sezoni klub je ispao u Srpsku ligu Beograd.
Godine 2005. klub je osvojio prvo mjesto u Srpskoj ligi Beograd i izborio promociju u Prvu ligu Srbije. U drugom rangu proveli su tri sezone, prije nego što su 2008. ispali u Srpsku ligu Beograd. Klub je 2011. po treći put osvojio trećeligaško prvenstvo i vratio se u Prvu ligu Srbije.
Nakon dvostrukog ispadanja 2012./13. i 2013./14., klub je ispao u Beogradsku zonsku ligu, četvrti rang srpskog nogometa. Međutim, zbog financijskih poteškoća, bili su prisiljeni započeti sljedeću sezonu 2014./15. u Opštinskoj ligi Mladenovac, šestom rangu srpskog nogometa.

## Uspjesi
Srpska liga Beograd (3. rang)
- 2000./01., 2004./05., 2010./11.

Beogradska zona (4. rang)
- 1997./98.

Prva beogradska liga (5. rang)
- 2017./18. (skupina C)

Opštinska liga Mladenovac (6. rang)
- 2014./15.

## Poznati igrači
- Darko Božović
- Marko Simić
- Mario Đurovski
- Aleksandar Andrejević
- Stefan Panić
- Radivoje Manić

## Vanjske poveznice
- Službene stranice kluba
- Profil na srbijasport.net